# Roman Rusanowski
Roman Jewhenowycz Rusanowski, ukr. Роман Євгенович Русановський, ros. Роман Евгеньевич Русановский, Roman Jewgienjewicz Rusanowski (ur. 8 października 1972 w obwodzie iwanofrankiwskim) – ukraiński piłkarz, grający na pozycji obrońcy, a wcześniej pomocnika.

## Kariera piłkarska

### Kariera klubowa
W 1990 rozpoczął karierę piłkarską w wojskowej drużynie Dynamo Biała Cerkiew. W 1991 został piłkarzem Prykarpattia Iwano-Frankowsk, w której występował przez 6 lat. Latem 1996 wyjechał do Rosji, gdzie bronił barw Czernomorca Noworosyjsk. W 1999 powrócił do Ukrainy, gdzie najpierw grał w FK Kałusz, a na początku 2000 podpisał kontrakt z Metałurhem Mariupol. Po 4 sezonach piłkarz powrócił do rodzimego Spartaka Iwano-Frankowsk. Występował również w farm klubie Spartak-2 Kałusz. Na początku 2005 roku przyszedł do Enerhetyka Bursztyn, w którym i zakończył karierę piłkarską w wieku 33 lat.

## Nagrody i odznaczenia
- mistrz Pierwszej lihi Ukrainy: 1993